# بلزنا
بلزنا (به مجاری:  Belezna) یک شهرداری در مجارستان است که در زالا واقع شده‌است. بلزنا ۳۰٫۹۳ کیلومتر مربع مساحت و ۸۵۹ نفر جمعیت دارد.